# NGC 775
NGC 775 è una vasta galassia a spirale (barrata?) situata nella costellazione della Fornace, a una distanza di circa 207 milioni di anni luce dalla nostra Via Lattea.

## Scoperta
La galassia è stata scoperta il 14 novembre 1835 dall'astronomo britannico John Herschel.

## Descrizione
NGC 775 ha una classe di luminosità III e presenta una larga riga a 21 cm dell'idrogeno neutro.